# Alignements du Moulin
Les alignements du Moulin, appelés aussi alignements de Cojoux, sont un ensemble de trois alignements mégalithiques situés à Saint-Just dans le département français d'Ille-et-Vilaine.

## Historique
Les alignements sont classés au titre des monuments historiques par arrêté du 10 juillet 1978. Le site fut fouillé de 1978 à 1981, l'intégralité de l'alignement B et la partie ouest de l'alignement C, sous la direction de Charles-Tanguy Le Roux.

## Description
L'ensemble du site comporte trois alignements, dénommés A, B et C ou ouest, sud et nord, dont deux grands alignements orientés est-ouest, suivant les solstices d'été, et un troisième perpendiculaire. Les axes des trois alignements se croisent donc au sud-ouest du site. Il est probable que les alignements B et C  étaient plus longs à l'origine.

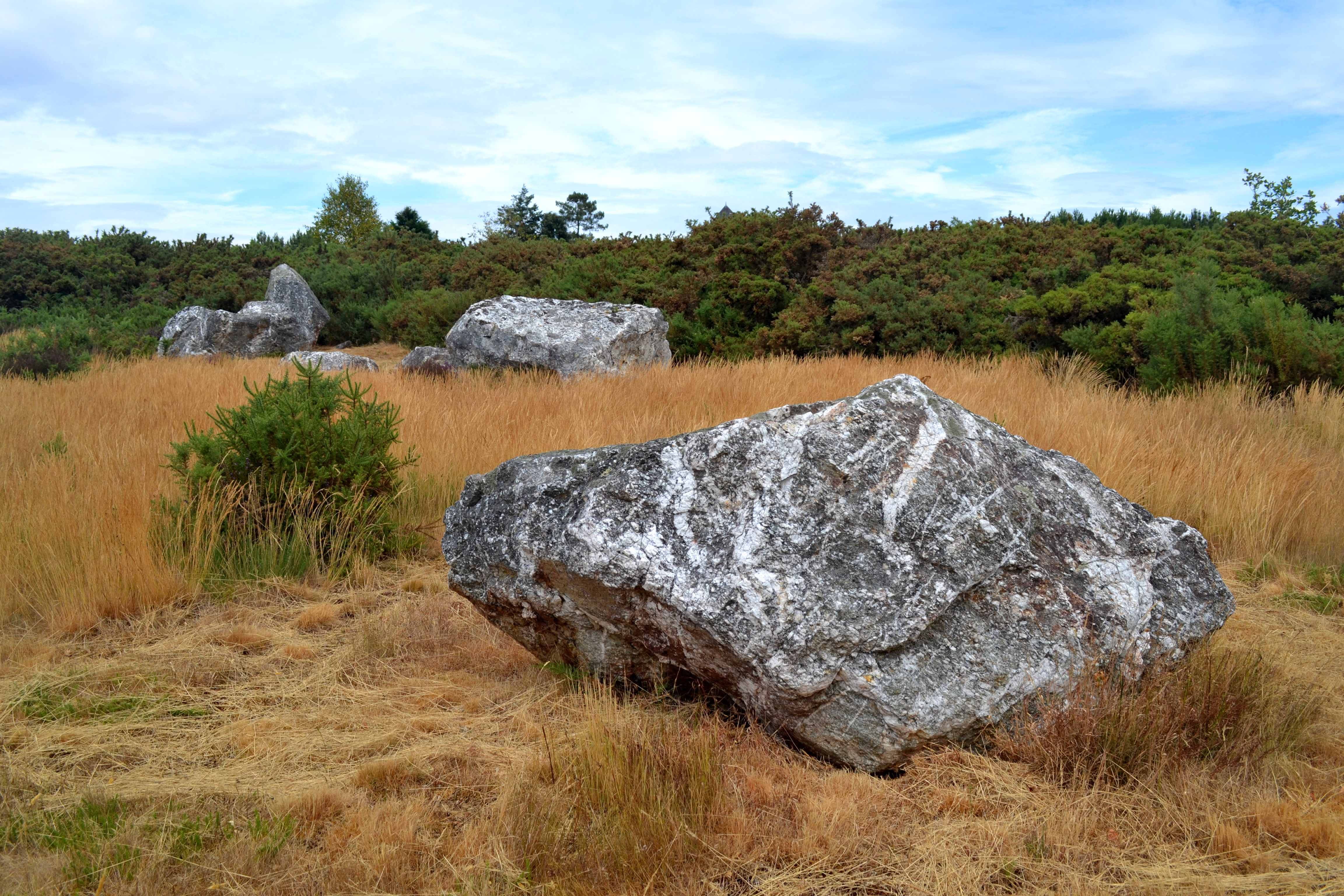
Alignement A.
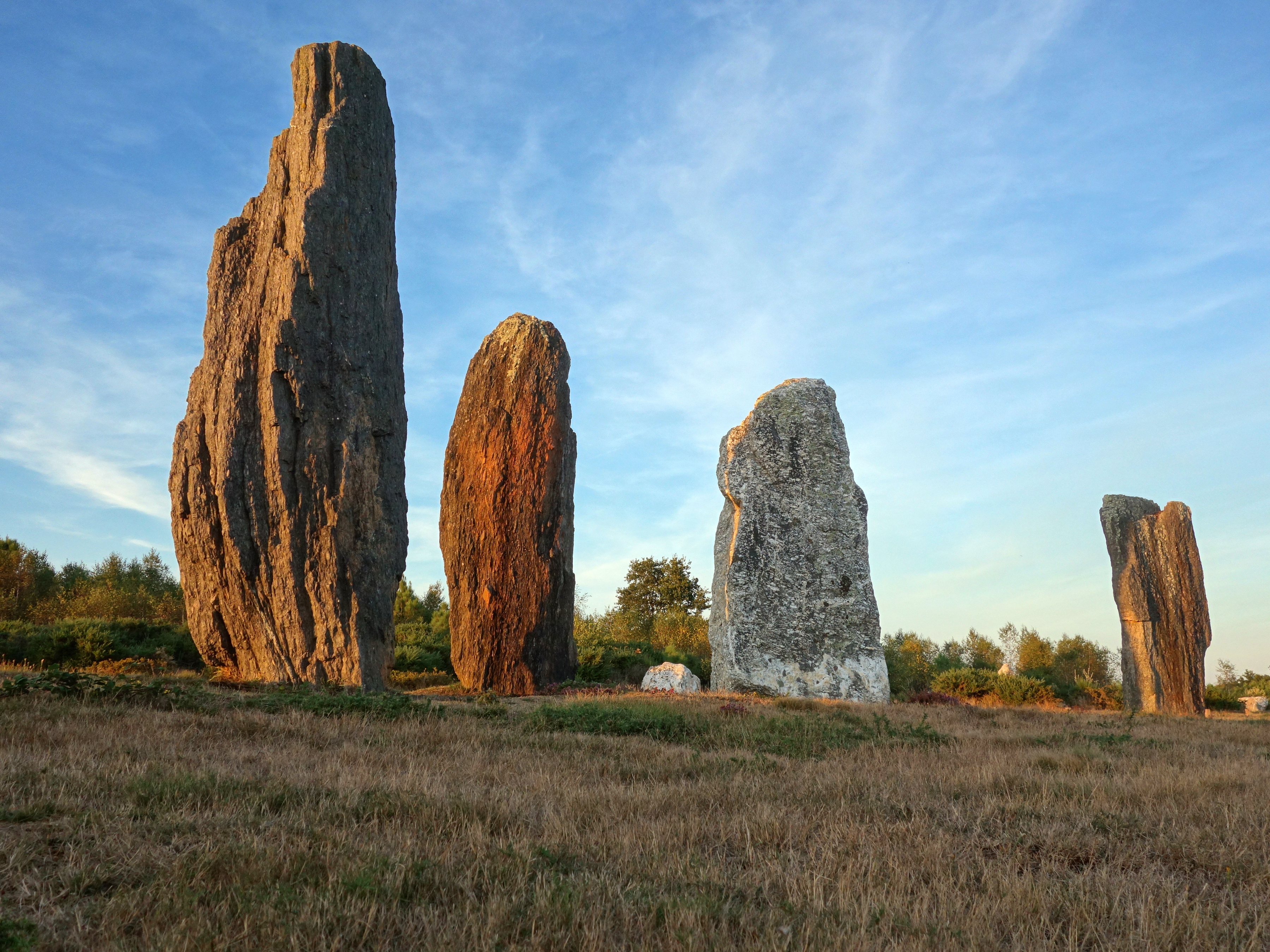
Alignement B.
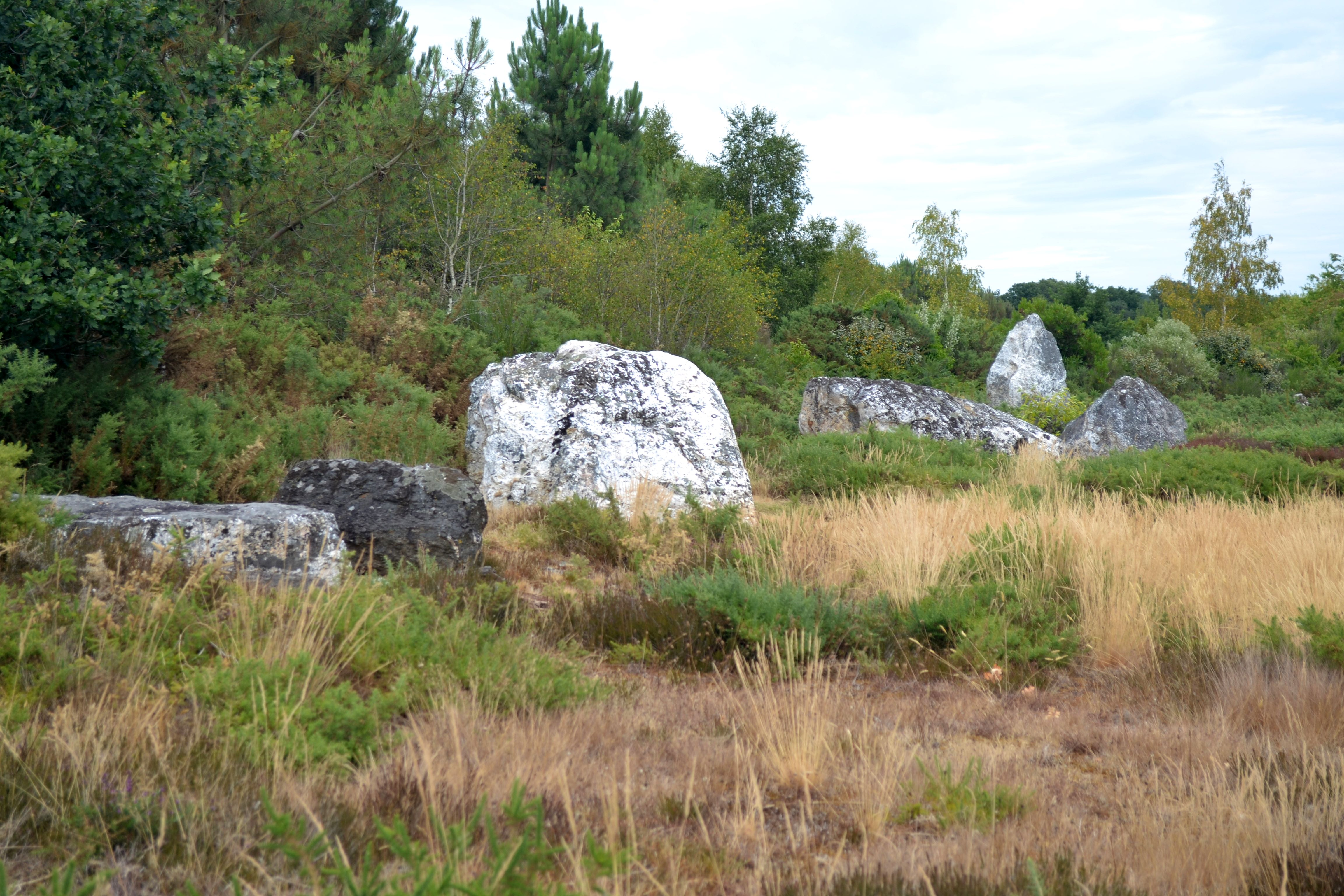
Alignement C.

### Alignement A (ouest)
L'alignement A est le plus petit des trois alignements. Il mesure 25 m de long  et son orientation est presque perpendiculaire aux deux autres (azimut 15°). Il se compose de cinq blocs en quartzite blanche (2 m à 3 m de hauteur pour 1,50 m à 2 m de largeur et d'épaisseur). Il est aujourd'hui difficile d'y discerner un véritable alignement comme pour les deux autres ensembles.
| Alignement B : menhirs et calages en alignement | Alignement B : menhirs et calages en alignement | Alignement B : menhirs et calages en alignement | Alignement B : menhirs et calages en alignement | Alignement B : menhirs et calages en alignement |
| Structure                                       | Hauteur                                         | Largeur                                         | Épaisseur                                       | Observations                                    |
| ----------------------------------------------- | ----------------------------------------------- | ----------------------------------------------- | ----------------------------------------------- | ----------------------------------------------- |
| Menhir n°1                                      | 2,20 m                                          | 0,80 m                                          | 0,5 m                                           | bloc de schiste irrégulier                      |
| Menhir n°2                                      | 2,20 m                                          | 0,60 m                                          | 0,3 m                                           | bloc de schiste de forme losangique             |
| Menhir n°3                                      | 2,20 m                                          | 0,60 m                                          | 0,3 m                                           | bloc de schiste fusiforme                       |
| Menhir n°4                                      | 2,20 m                                          |                                                 |                                                 | bloc de schiste arqué                           |
| Menhir n°6                                      | 1,90 m                                          | 0,50 m                                          | 0,30 m                                          | bloc de schiste                                 |
| Menhir n°12                                     | 3 m                                             | 1,70 m                                          | 0,50 m                                          | bloc de schiste parallélépipédique              |
| Menhir n°14                                     |                                                 |                                                 |                                                 | bloc de quartz                                  |
| Menhir n°15                                     | 3,60 m                                          | 1,20 m                                          | 0,60 m                                          | bloc de schiste                                 |
| Menhir n°16                                     | 5,40 m                                          | 1,50 m                                          | 1,20 m                                          | bloc de schiste                                 |
| Menhir n°17                                     | 2,40 m                                          | 1,80 m                                          | 1,50 m                                          | bloc de quartz                                  |
| Menhir n°18                                     | 2,60 m                                          |                                                 |                                                 | bloc de schiste                                 |
| Menhir n°19                                     |                                                 | 1 m                                             |                                                 | bloc de quartz dont il ne reste que la base     |
| Menhir n°21                                     | 3,50 m                                          |                                                 |                                                 | bloc de schiste allongé                         |

### Alignement B (sud)
L'alignement B s'étend sur environ 270 m de long (azimut 117°) et 70 m de large. Il comprend treize menhirs de différentes tailles, constitués de blocs de roches diverses (schiste rouge, schiste bleu et quartz blanc) et huit structures de calage découvertes sans menhir.  
La partie orientale de l'alignement débute par quatre blocs en schiste noduleux d'environ 2 m de hauteur séparés d'un cinquième bloc de même nature un peu plus à l'ouest. Bien que le sol soit très peu épais à cet endroit de la lande, les pierres ont été dressées dans des fosses de calage. C'est dans la partie centrale de l'alignement que l'on trouve les plus grands menhirs (maximum 5 m de hauteur). Les espacements entre les pierres y sont plus irréguliers. La base des pierres est prise dans un massif pierreux  en forme d'amande effilée (6 m de large au départ) qui se rétrécit progressivement vers l'ouest et se prolonge au-delà de la fille de menhirs sur au moins 7 mètres supplémentaires. 
L'alignement B pourrait ainsi avoir été construit en deux étapes, la partie la plus ancienne correspondant à la partie occidentale de l'alignement. Des traces de six grands foyers ont été retrouvées au niveau du vieux sol. La datation au carbone 14 des charbons de bois recueillis sur place correspond à une période comprise entre 4570 av. J.-C. et 4370 av. J.-C..

### Alignement C (nord)
L'alignement C s'étire sur 120 m de long (azimut 105°). Il est composé de 6 blocs massifs en quartz blanc et schiste. Les fouilles archéologiques ont permis de découvrir les fosses d'implantation et des blocs de calage sommaires des menhirs et mis en évidence qu'un menhir était manquant (fosse de calage n°0). 
Un petit monument funéraire comportant deux tombes datées due l'Âge du bronze a été mis au jour près du bloc n°5, dont la fosse de calage a peut-être été détruite lors de sa construction. La plus grande des deux tombes est en forme de caisson rectangulaire : le côté nord-ouest de la tombe est constitué de la face sud-est du menhir, le côté opposé est délimité par un bloc de schiste noduleux (1,90 m de long), le côté nord-est est fermé par une dalle de schiste (1,30 m de long), une dallette comportant deux cupules pouvant en constituer le dernier côté au sud-ouest. La tombe ainsi délimitée mesure 2,10 m de long sur 1,30 m de large. La seconde tombe est adossée au côté sud-ouest du menhir. C'est un petit coffre à l'architecture plus modeste délimité par trois dalles de schiste de respectivement 1,20 m et 1,50 m pour les grands côtés et 0,90 m côté nord-ouest, le côté sud-est a disparu. Le mode de couverture des deux tombes demeure inconnu et aucun matériel archéologique n'y a été recueilli.
| Alignement C | Alignement C | Alignement C | Alignement C | Alignement C                                          |
| Structure    | Longueur     | Largeur      | Hauteur      | Observations                                          |
| ------------ | ------------ | ------------ | ------------ | ----------------------------------------------------- |
| Fosse 0      | 1 m          |              |              | interprétée comme une fosse d'arrachement d'un menhir |
| Menhir n°1   | 2,80 m       | 1,70 m       | 1,20 m       | bloc de quartz orienté nord-est/sud-est               |
| Menhir n°2   |              |              |              | bloc d'origine en schiste brisé en 4 morceaux         |
| Menhir n°3   | 2,50 m       | 2,20 m       | 1,40 m       | forme arrondie, en schiste                            |
| Menhir n°4   | 2,70 m       | 2,30 m       | 1,40 m       | bloc de quartz orienté est/ouest                      |
| Menhir n°5   | 2,20 m       | 1,70 m       | 0,60 m       | bloc de quartz, absence de fosse de calage            |
| Menhir n°6   | 2,20 m       | 1,30 m       | 0,70 m       | bloc de quartz orienté nord sud                       |

## Matériel archéologique
Le matériel archéologique recueilli lors des fouilles peut être attribué à deux périodes bien distinctes, le Néolithique et l'Âge du cuivre/l'Âge du bronze.
Le matériel lithique comprend essentiellement une série de six armatures de flèches tranchantes en silex dont le façonnage a été réalisé sur place comme l'atteste la découverte des déchets de taille alors même que le matériau utilisé n'est pas d'origine locale. Cinq autres armatures tranchantes, dans un silex différent, ont été découvertes de manière isolée et quatre microlithes correspondent à une occupation du site au Mésolithique. Deux haches polies (1 en dolérite de type A, 1 en fibrolithe) ont été recueillies près de l'alignement B.
La céramique néolithique est peu abondante et elle a été retrouvée de manière très localisée, entre les menhirs n°2 et 3 de l'alignement A et devant la bordure nord de la plate-forme de l'alignement B. Elle correspond à des poteries à pâte brunâtre, la plupart des surfaces semblant avoir été lissées. Un grand bol à décor de pastilles et poinçons a pu être reconstitué. Quatre vases campaniformes ont été découverts sur la plate-forme de l'alignement B. Quelques fragments d'un petit pichet à anse à pâte noire et décor en« arrêtes de poisson » peuvent être attribués au Bronze armoricain. Dans l'alignement B, une urne funéraire de 0,55 m de haut, décorée de quatre anses en fer à cheval, fut enterrée. Les charbons qu'elle contenait ont été datés de 2780 av. J.-C. à 2180 av. J.-C..